# هيروشي ياموتشي

هيروشي سنة 1999

هيروشي ياموتشي (باليابانية: 山内 溥) (ولادة 1927 - وفاة 19 سبتمبر 2013) هو رجل أعمال ياباني. كان الرئيس الثالث لشركة نينتندو ، انضم إلى الشركة في عام 1949 وتنحى في 31 مايو 2002، خلفه ساتورو إواتا. وينسب لياموتشي الفضل في تحويل نينتندو من شركة صغيرة لصنع أوراق اللعب في اليابان إلى شركة ألعاب فيديو تساوي مليارات الدولارات. كما أصبح يملك الحصة الأكبر في فريق كرة المضرب سياتل مارينرز في عام 1992. في مارس 2012 كان ياموتشي يقع في المرتبة 12 بين أغنياء اليابان و 491 في العالم حسب قائمة فوربس للمليارديرات، حيث بلغت ثروته ما يقرب من 2.5 مليار دولار.

## الوفاة
في 19 سبتمبر 2013، توفي ياموتشي في المستشفى عقب مضاعفات ذات الرئة. أصدرت نينتندو بيانا تفيد فيه أنهم في حداد على فقدان رئيسهم السابق.

## روابط خارجية
- هيروشي ياموتشي على موقع IMDb (الإنجليزية)
- هيروشي ياموتشي على موقع ميوزك برينز (الإنجليزية)